# Mervi Markkanen
Mervi Markkanen (* 31. Mai 1984) ist eine ehemalige finnische Biathletin.
Mervi Markkanen gehörte im ersten und zweiten Drittel der 2000er Jahre zum finnischen Nationalkader. Ihr internationales Debüt gab sie im Rahmen der Juniorenweltmeisterschaften 2002 in Ridnaun, bei denen sie im Einzel hinter Kaja Eckhoff und Nina Karassewytsch die Bronzemedaille gewann. Im Staffelrennen verpasste sie als Viertplatzierte knapp eine weitere Medaille. Zudem wurde sie 14. in Sprint und Verfolgung. Auch bei den Juniorenrennen der Europameisterschaften 2002 in Kontiolahti verpasste sie wiederum als Viertplatzierte im Staffelrennen eine Medaille um nur einen Platz. Im Einzel erreichte sie den siebten, im Sprint den neunten und im Verfolgungsrennen den 12. Platz. Bei den Juniorenweltmeisterschaften 2003 in Kościelisko wurde die Finnin 16. im Einzel, 20. im Sprint, Zehnte der Verfolgung und Sechste im Staffelrennen. 2004 wurde Markkanen in Haute-Maurienne 15. im Sprintrennen, Elfte des Verfolgers sowie Fünfte  in Einzel und dem Staffelrennen. Sie beschloss ihre Karriere bei den Junioren, wie sie sie begann. In Kontiolahti gewann Markkanen 2005 im Einzel hinter Anne Preußler und Marija Kossinowa erneut die Bronzemedaille. Im Sprint wurde sie 27., 16. der Verfolgung und Staffel-Zehnte.
Markkanen debütierte zum Auftakt der Saison 2005/06 im Weltcup und wurde 97. eines Sprints und mit Eija Salonen, Outi Kettunen und Kaisa Mäkäräinen als Schlussläuferin 12. im Staffelwettbewerb. Im weiteren Verlauf der Saison erreichte sie mit diesen Dreien in Oberhof mit Rang neun ihr bestes Staffel-Ergebnis. Gegen Saisonende belegte sie in Kontiolahti im Sprint den 31. Platz. Nach der Saison, in der sie regelmäßig bei Weltcuprennen zum Einsatz kam, folgten in der Saison 2006/07 nur noch Einsätze im Europacup. Beste Ergebnisse waren ein 15. Rang im Einzel von Cesana San Sicario und Platz sechs mit Pirjo Urpilainen und Maija Holopainen mit der Staffel.

## Weltcup-Platzierungen
Die Tabelle zeigt alle Platzierungen (je nach Austragungsjahr einschließlich Olympische Spiele und Weltmeisterschaften).
- 1.–3. Platz: Anzahl der Podiumsplatzierungen
- Top 10: Anzahl der Platzierungen unter den ersten zehn (einschließlich Podium)
- Punkteränge: Anzahl der Platzierungen innerhalb der Punkteränge (einschließlich Podium und Top 10)
- Starts: Anzahl gelaufener Rennen in der jeweiligen Disziplin

| Platzierung                                                                                                | Einzel | Sprint | Verfolgung | Massenstart | Staffel | Gesamt |
| --- | ------ | ------ | ---------- | ----------- | ------- | ------ |
| 1. Platz                                                                                                   |        |        |            |             |         |        |
| 2. Platz                                                                                                   |        |        |            |             |         |        |
| 3. Platz                                                                                                   |        |        |            |             |         |        |
| Top 10 |        |        |            |             | 2       | 2      |
| Punkteränge                                                                                                |        |        |            |             | 4       | 4      |
| Starts | 1      | 4      |            |             | 4       | 9      |
| Stand: Karriereende, einschließlich Weltmeisterschaften und Olympischen Spielen, Daten wohl nicht komplett |        |        |            |             |         |        |